# 西桟橋

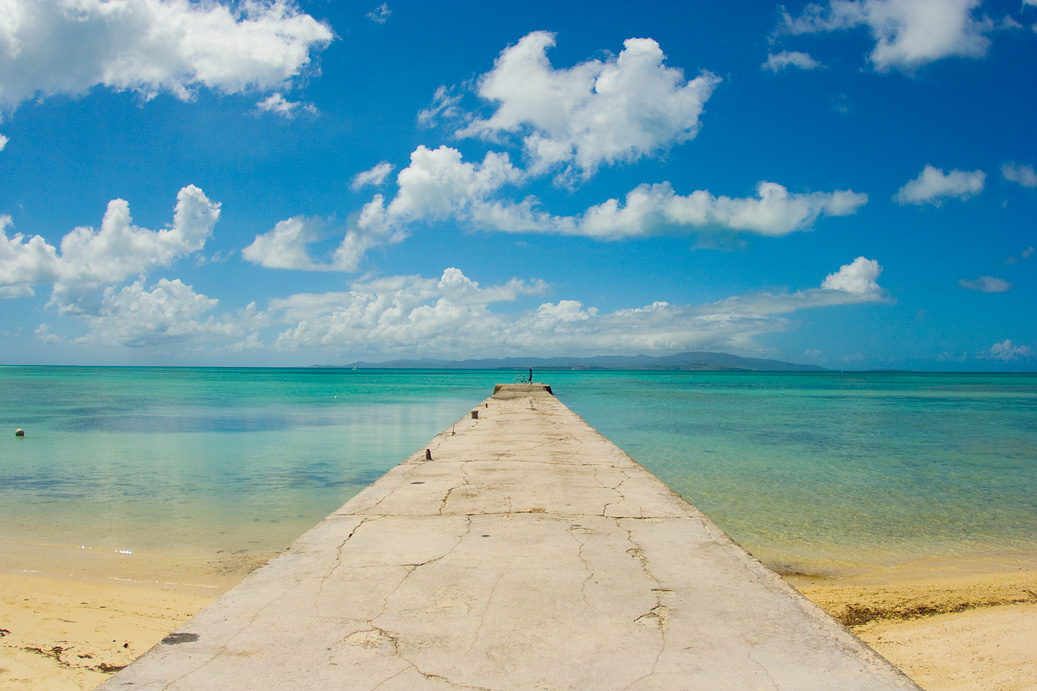
西桟橋。遠景に見える島は西表島

西桟橋（にしさんばし）は、沖縄県八重山郡竹富町字竹富地先にある桟橋である。2005年（平成17年）12月26日に黒島の伊古桟橋とともに国の登録有形文化財に登録されている。竹富島の西岸に位置する。

## 歴史
1938年（昭和13年）に建設された竹富島で最初の近代的桟橋で、延長105.3m、幅員4.38m。石灰岩を乱積して、両側面をコンクリート壁としている。先端部分は、干潮時にも使用できるように幅の広い斜路上に形成されている。
竹富島には農耕地が少なかったため、復帰前の1972年までは、西表島に水田を作り、耕作のために「イタフニ」と呼ばれる松をくり抜いた船や帆船で長時間かけ通っていた。その間は西表島に隣接する風土病のない由布島に田小屋を造設し、寝泊まりをした。西桟橋はそのための港として整備されたものである。行政の支援がほとんどなかったため、住民の労力供出によって建設されたと伝えられる。近年では漁のための船着き場として利用されていた。。
1971年頃まで使用されていたが、現在は桟橋としては使用されておらず、現在では夕陽を眺望する名所として観光名所になっている。